# Nicolas Appert
Nicolas Appert (n. Châlons-en-Champagne 17 noiembrie 1749 - d. Massy 1 iunie 1841) a fost un inventator francez.

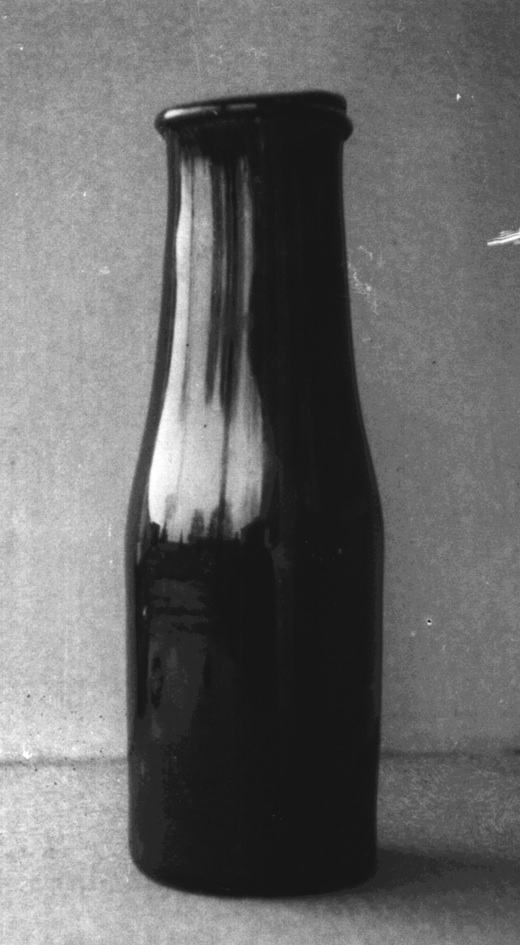
Borcan folosit de Appert pentru conservare

Este autorul procedeului de conservare a alimentelor prin sterilizarea lor termică, după ce au fost închise etanș în borcane sau cutii de tablă,de aceasta procesul fiind numit "apertizare" (Procedeul Appert, 1795).
Procedura a fost descoperită întâmplător. În 1795 armata franceză a oferit 12 mii de franci pentru metode eficiente de conservare a alimentelor. Appert, după 15 ani de experimente, a prezentat în 1810 procedura prin sterilizare termică, câștigând premiul. Tot în acest an a publicat cartea întitulată L'Art de conserver les substances animales et végétales, prima carte despre metoda modernă de conservare a alimentelor.
Anul 2010 a fost declarat de către ministrul culturii al Franței Anul Nicolas Appert în cinstea celui care a descoperit metoda de conservare indispensabilă și azi. 